# Trait d'union (Mantovani)
Pour les articles homonymes, voir trait d'union (homonymie).
Trait d'union pour clarinette solo est une oeuvre de Bruno Mantovani composée en 2007. Le matériau de cette pièce est tiré de la Cantate no 2 pour voix de femme et clarinette (2007) sur des poèmes de Giacomo Leopardi commandée par l'ensemble Accroche-Notes de Françoise Kubler et Armand Angster, et créée en 2008. Elle constitue un « poème imaginaire » selon son compositeur. Mantovani explore toutes les potentialités de la clarinette. La pièce, commandée par le festival d'Auvers sur Oise, est dédiée au clarinettiste Philippe Berrod.
La pièce est publiée aux éditions Henry Lemoine à  Paris en 2008.

## Analyse
« Cette pièce est un réservoir d'idées... »

— Pascal Gresset
La pièce réunit des éléments généraux dans l'écriture pour clarinette mais dans des conditions extrêmes de rythme et d'intervalles qui sollicitent radicalement le clarinettiste. Mantovani a aussi recours à des boucles et des mélodies microtonales très longues.

## Enregistrements
- Philippe Berrod, Art of Clarinet, Indésens Records INDE030, 2011 (OCLC 811454415).